# نوبوهیرو اوتانی
نوبوهیرو اوتانی (انگلیسی: Nobuhiro Uetani؛ زادهٔ ۱۵ مهٔ ۱۹۸۹) بازیکن فوتبال اهل ژاپن است.
از باشگاه‌هایی که در آن بازی کرده‌است می‌توان به باشگاه فوتبال ویسل کوبه اشاره کرد.